# CF Andorinha
Clube de Futebol Andorinha er en portugisisk fodboldklub fra byen Funchal på en af øerne fra øgruppen Madeira.
Af kendte spillere har de blandt andet haft Cristiano Ronaldo på holdet.
| Fodbold | Spire Denne artikel om en fodboldklub er en spire som bør udbygges. Du er velkommen til at hjælpe Wikipedia ved at udvide den. |